# Rockwell-MBB X-31
O Rockwell-MBB X-31 foi um avião experimental dos Estados Unidos desenvolvido em parceria com a Alemanha, ele utilizava a vetorização por impulso.

## Características

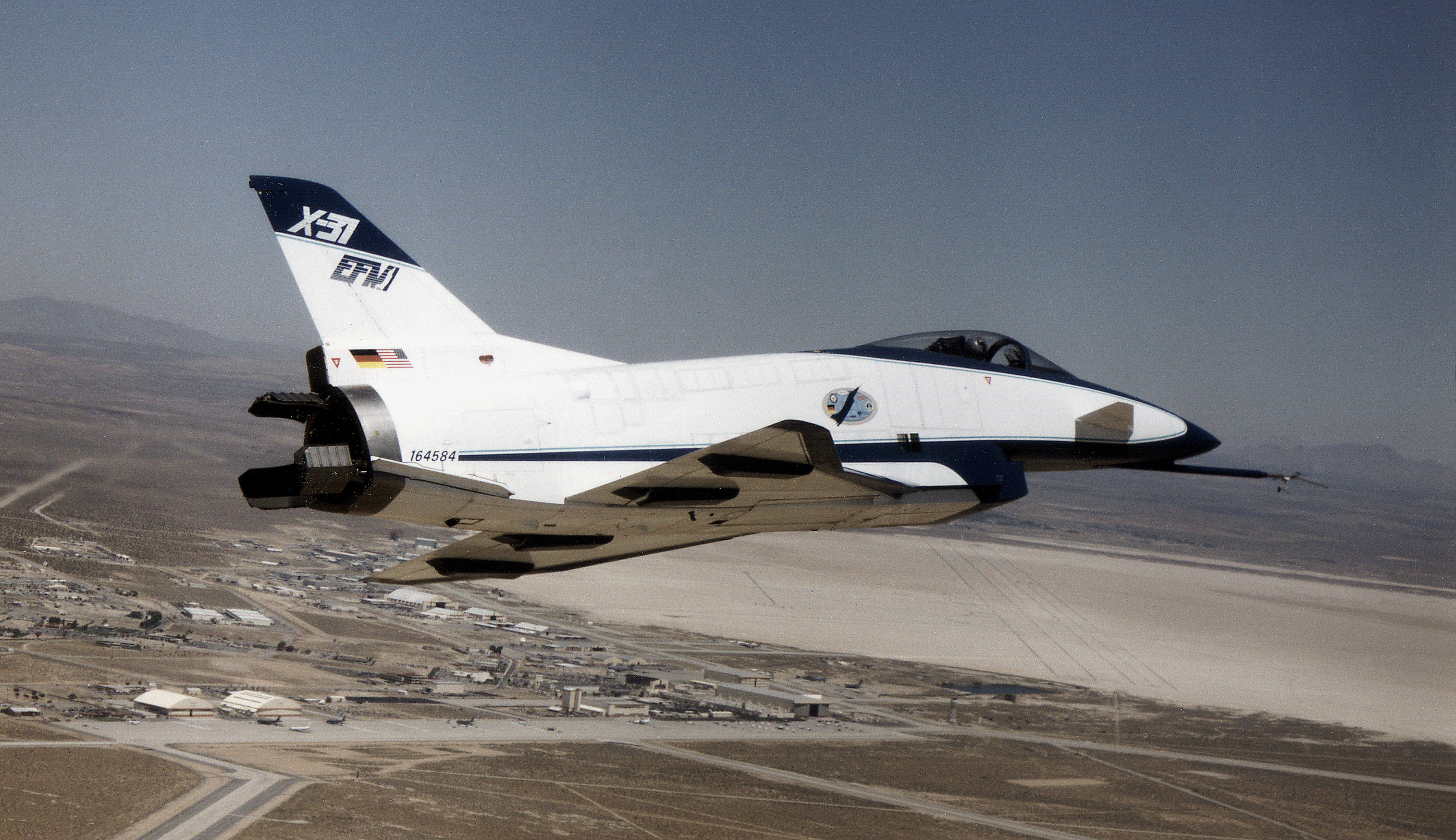
X-31, veja embaixo dele as turbinas

A nova tecnologia inserida no X-31 foi a utilização da vetorização por impulso, no qual os motores podem ser apontados para uma direção, fazendo-o mudar de direção independente para onde seu nariz esteja apontado, esse sistema é utilizado geralmente em mísseis.
Um avião que também possui esse tipo de manobrabilidade é o Lockheed Martin F-35, porém este somente movimenta os bocais dos motores para passar do voo vertical na decolagem para o horizontal, .
Essa forma de controle possibilitou o avião fazer um tipo de manobra revolucionária, com a ajuda de três motores embaixo da fuselagem: virar rapidamente 180 graus, algo fora do alcance aerodinâmico de qualquer aeronave comum.

## Produção
Foram produzidos apenas dois aviões:
- Bruno 164,584 fez 292 voos, cai no chão em 19 de janeiro de 1995, o tubo de Pitot (que mostra a velocidade) congelou por uma falha mecânica causada pela falta de manutenção do avião, o que resultou no envio informações equivocadas de velocidade para o piloto, fazendo-o acelerar menos, até chegar a uma velocidade insuficiente de sustentação da aeronave, que começou a perder sustentação, sem conseguir recuperar altitude, tendo o piloto ejetado seu assento antes da queda.
- Bruno 164,585 fez 288 voos, antes de ser aposentado, atualmente encontra-se em exibição no museu Oberschleißheim (parte do Museu Deutsches).

## Galeria

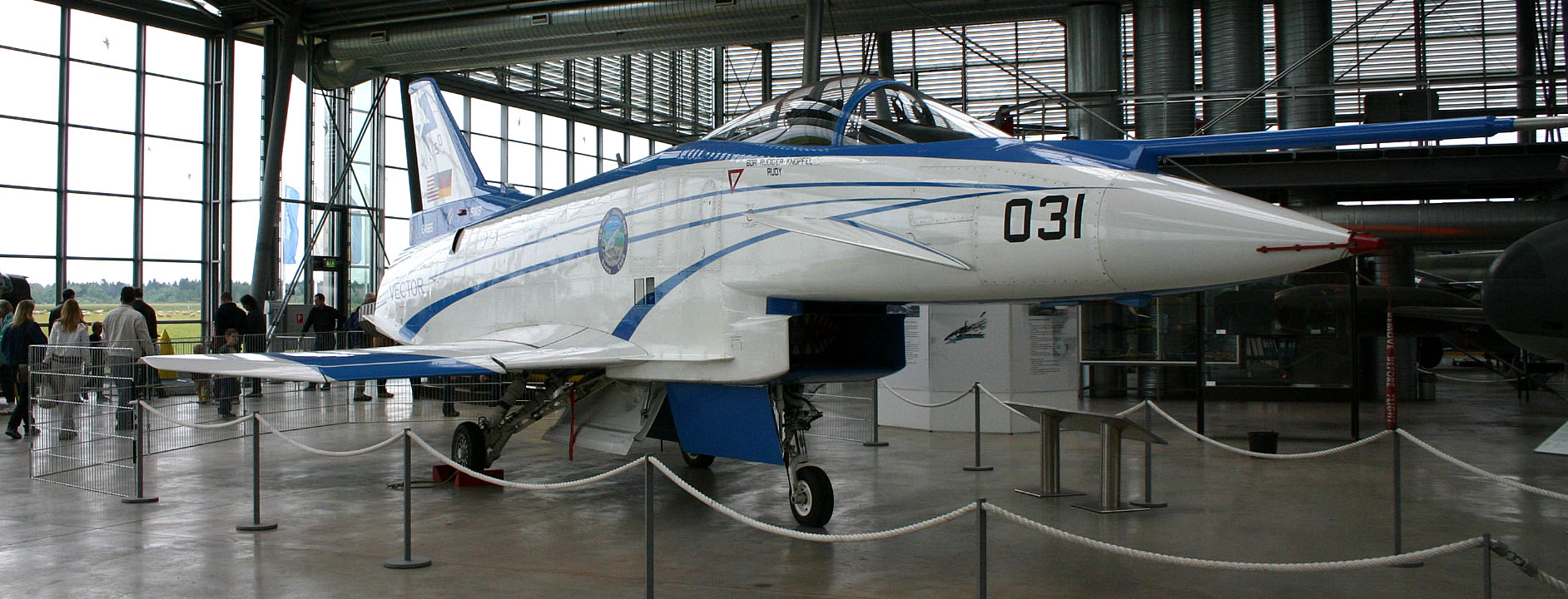
X-31 em um museu na Alemanha
Projeção do X-31
- X-31 em voo.

## Especificações (X-31)
Dados de: Jane's All The World's Aircraft 1993–94.
Descrições gerais
- Tripulação: 1
- Comprimento: 13,21 m (43 ft)
- Envergadura: 7,26 m (24 ft)
- Altura: 4,44 m (15 ft)
- Área alar: 21,02 m² (226 ft²)
- Peso vazio: 5 175 kg (11 400 lb)
- Peso bruto (carregado): 6 622 kg (14 600 lb)
- Peso de decolagem: 7 228 kg (15 900 lb)

Motorização
- Número de motores: 1x
- Tipo do motor: Turbofan
- Fabricante/modelo: General Electric F404-GE-400
- Empuxo por motor: 7 257,47 kgf (16 000 lbf) (71 kN)

Performance
- Velocidade máxima: 1 449 km/h (900 mph)
- Velocidade total em Mach: 1.182 Ma
- Velocidade total em Nó: 779,59 kn (1 440 km/h)
- Razão de subida: 218 m/s
- Tecto de serviço: 12 200 m (40 000 ft)
- Carga alar: 315 kg/m²